# 鹿島藩
鹿島藩（かしまはん）は、佐賀藩の支藩。藩主家は鹿島鍋島家。鹿島（佐賀県鹿島市）周辺を領有した。

## 藩史
佐賀藩の初代藩主・鍋島勝茂の弟・忠茂が慶長16年（1610年）、佐賀藩より2万石分与され、忠茂が元々領していた下総国香取郡内の5000石を加え、2万5000石で立藩し、常広城を拠点とした。寛永19年（1642年）、第2代藩主・正茂の時、佐賀藩主・勝茂は自身の九男・直朝を嗣子のない正茂の養子に据えようとしたが拒まれたため、鹿島の領地2万石を返還させた。以後、正茂は下総香取5000石の旗本に帰した。同年に結局、勝茂は直朝にその領地2万石（佐賀藩の内高となる）を与えた。
税収の少ない小藩であり、勅使饗応役や江戸城警備の任が課せられ、さらに佐賀藩の長崎警備役にも藩兵を派遣しており、これらの諸負担から藩財政は苦しい状態が続いた。そのため度々本家佐賀藩に財政援助を請い、借銀返済に行き詰まった寛政10年（1798年）には年貢をすべて佐賀藩に預け、同藩に財政を委託するよう願い出ている。当藩の存在は佐賀藩にとっても負担となっており、文政元年（1818年）には当藩廃止が企てられており、嘉永4年（1851年）には藩主直彬が幼少・病弱であるとして佐賀藩主鍋島直正が再び鹿島藩廃止を目論んでいる。いずれも支藩の反対によって廃止は免れたものの、嘉永4年以降は参勤交代を含む一切の公務負担が停止された。
明治4年（1871年）、廃藩置県により鹿島県となる。その後、伊万里県・佐賀県・三潴県・長崎県を経て佐賀県に編入された。
藩主の鍋島家は明治2年（1869年）に華族に列し、明治17年（1884年）の華族令で子爵に叙せられた。
陣屋は、赤門（正門）と大手門と土塀が現存する。また常広城城門が個人宅に移築されている。

## 歴代鹿島藩主
1. 忠茂
2. 正茂
3. 直朝
4. 直條
5. 直堅
6. 直郷
7. 直熙
8. 直宜
9. 直彜
10. 直永
11. 直晴
12. 直賢
13. 直彬

## 藩庁
成立時は常広城に置かれていたが、有明海から近い常広城は度々水害の被害に遭っていた。9代藩主の直彜は文化元年6月14日（1804年）に居館の高津原移転を幕府に願い出て許可され、文化4年（1821年）に鹿島城を築き、文化7年（1810年）5月11日に高津原の新城へと移住している。

## 藩校
寛政期に藩校として徳譲館が鹿島郷常広に設置され、文化2年（1805年）に鹿島城に先立って高津原へと移転している。安政6年（1859年）に弘文館へと改名、明治3年（1870年）には鎔造館へと再び改名している。

## 鹿島藩家老
田中家、納富家、愛野家、原家